# Aaron Johnson (cestista 1983)
Aaron Howard Johnson (Exton, 9 marzo 1983) è un cestista statunitense con cittadinanza italiana, professionista in Europa.

## Carriera
Ala-pivot di due metri, padre americano e madre italiana, Johnson In Italia ha vestito in Legadue le maglie dello Scafati Basket (2008-09) e dell'Aurora Fileni Jesi (2009-10, a gettone, per sostituire temporaneamente gli infortunati Keith Waleskowsky e Roberto Gabini). Nell'estate 2010 è passato alla neopromossa Cestistica San Severo, sempre in Legadue. Nel marzo 2011 ha firmato per il Murcia.
Il 20 settembre 2012 si accorda a gettone con la Sutor Basket Montegranaro per sostituire un mese l'infortunato Zach Andrews, ma poi l'accordo salta.